# Билодо, Александр
Алекса́ндр Билодо́ (фр. Alexandre Bilodeau, род. 8 сентября 1987 года в Монреале, Канада) — канадский фристайлист, двукратный олимпийский чемпион 2010 и 2014 годов в могуле (первый в истории двукратный олимпийский чемпион во всех дисциплинах фристайла), трёхкратный чемпион мира в параллельном могуле (2009, 2011, 2013). 

## Спортивная биография
На Олимпийских играх 2006 года в Турине занял 11-е место в могуле. Обладатель Кубка мира 2008/2009 по фристайлу в целом и в могуле в частности. За карьеру выиграл 18 этапов Кубка мира — 12 в могуле и 6 в параллельном могуле. Первую победу в могуле на этапе Кубка мира одержал 7 января 2006 года в Канаде в возрасте 18 лет.
Золото 22-летнего Билодо на Олимпиаде в Ванкувере стало первым олимпийским золотом для Канады, выигранным на Олимпийских играх на её территории, до этого ни в 1976 году на летней Олимпиаде в Монреале, ни в 1988 году на зимней Олимпиаде в Калгари хозяева Игр золотых медалей не выигрывали. Вообще же золото Билодо стало для Канады третьим во фристайле — в 1994 году в могуле победил Жан-Люк Брассар (именно эта победа вдохновила Александра на занятия могулом), а в 2006 году золото также в могуле выиграла Дженнифер Хейл.
На Олимпийских играх в Сочи стал первым в истории фристайлистом, выигравшим два олимпийских золота. В финале Александр опередил чемпиона мира 2013 года в могуле своего соотечественника Микаэля Кингсбери и россиянина Александра Смышляева.

## Личная жизнь
Отец — Серж, мать — Сильви. У старшего брата Фредерика Билодо (старше Александра на два года) был диагностирован детский церебральный паралич, и прогнозировалось, что уже в 12 лет он не сможет ходить, однако Фредерик сохранил эту возможность до сих пор. Александр называет Фредерика своим героем наряду с олимпийским чемпионом в могуле Жаном-Люком Брассаром. Первым, кто лично поздравил Александра с победой в могуле на Играх в Сочи прямо после финиша был его брат. У Александра также есть младшая сестра Беатрис.
В детстве Александр занимался хоккеем и до сих пор любит этот вид спорта.

## Результаты на крупнейших соревнованиях

### Зимние Олимпийские игры
| Олимпийские игры | Могул |
| ---------------- | ----- |
| 2006 Турин       | 11    |
| 2010 Ванкувер    | 1     |
| 2014 Coчи        | 1     |

### Чемпионаты мира по фристайлу
| Чемпионат мира           | Могул | Параллельный могул |
| ------------------------ | ----- | ------------------ |
| 2007 Мадонна-ди-Кампильо | 14    | 5                  |
| 2009 Инавасиро           | 8     | 1                  |
| 2011 Дир-Вэлли           | 2     | 1                  |
| 2013 Восс                | 2     | 1                  |